# Gaio Centenio
Gaio Centenio (... – 217 a.C.) fu un propretore dell'esercito romano. Combatté nella seconda guerra punica e fu sconfitto nella battaglia del lago Trasimeno.

## Biografia
Secondo Polibio, il console romano Gneo Servilio Gemino, che era in viaggio per incontrare il suo co-console Gaio Flaminio di stanza ad Ariminum, aveva mandato avanti la sua cavalleria guidata da Gaio Centenio. Dopo la vittoria al lago Trasimeno, Annibale inviò Maarbale (alla guida di un distaccamento di lancieri e cavalieri), che intercettò con successo Centenio e il suo distaccamento di 4.000 cavalieri.  La forza di Maarbale uccise metà degli uomini di Centenio. La cavalleria romana superstite fu inseguita fino a una collina, dove alla fine si arrese.
Tito Livio fornisce poche informazioni, se non che la sconfitta avvenne in Umbria. Appiano riferisce che Centenio fu inviato al lago Plestino per occupare con le sue truppe i passaggi nella valle e fu successivamente sconfitto da Annibale. Zonara afferma che Centenio cadde in un'imboscata nei pressi di Spoletium.